# Marco Virgilio Ferrari
Marco Virgilio Ferrari (Bergamo, 27 novembre 1932 – Cassano Magnago, 23 novembre 2020) è stato un vescovo cattolico italiano.

## Biografia
Nacque a Bergamo, città capoluogo di provincia e sede vescovile, il 27 novembre 1932.

### Formazione e ministero sacerdotale
Nel 1959 conseguì la laurea in teologia.
Il 28 giugno 1959 fu ordinato presbitero per l'arcidiocesi di Milano nel duomo di Milano dal cardinale Giovanni Battista Montini. In seguito fu vice rettore del corso propedeutico alla teologia nel seminario di Saronno dal 1959 al 1963; rettore del biennio teologico dello stesso dal 1963 al 1972; parroco della parrocchia di Santo Stefano a Osnago dal 1972 al 1981; parroco della parrocchia di Santa Maria del Suffragio a Milano dal 1981 al 1983; vicario episcopale per la zona pastorale I – Milano dal 1983 al 1991 e membro del consiglio episcopale dal 1983 al 2014.
Nel 1983 è stato nominato protonotario apostolico soprannumerario.

### Ministero episcopale
L'8 settembre 1987 papa Giovanni Paolo II lo nominò vescovo ausiliare di Milano e titolare di Mazaca. Ricevette l'ordinazione episcopale il 18 ottobre successivo nel duomo di Milano dal cardinale Carlo Maria Martini, arcivescovo metropolita di Milano, co-consacranti i vescovi ausiliari della stessa arcidiocesi Renato Corti e Bernardo Citterio.
Proseguì il servizio di vicario episcopale per la zona pastorale I – Milano fino al 1991 e poi fu vicario episcopale per la zona pastorale II – Varese dal 1991 al 2003 e vicario episcopale di settore con residenza a Cassano Magnago dal 2003 al 2014.
In seno alla conferenza episcopale italiana fu membro della commissione per l'educazione cristiana, la cultura e la scuola dal 1995 al 2009.
In seno alla Conferenza episcopale lombarda fu delegato per la carità e la salute dal 1995 al 2000; delegato per la pastorale scolastica dal 2000 al 2005; delegato per la pastorale sociale e la formazione socio-politica dal 2006 al 2015 e delegato per il clero anziano dal 2009 al 2015.
Fu anche membro del consiglio direttivo dell'Istituto superiore di studi religiosi dal 1998 al 2017.
Nel febbraio del 2007 compì la visita ad limina.
Il 10 gennaio 2009 papa Benedetto XVI accettò la sua rinuncia all'incarico per raggiunti limiti di età.
Si ritirò nella parrocchia di San Giulio a Cassano Magnago, dove viveva con la sorella. Rimase membro del consiglio episcopale fino al 2014 e poi fu consulente stabile dello stesso.
Nel 2020 scrisse una preziosa testimonianza sul vescovo Renato Corti, suo compagno di sacerdozio, poi inserita nel volume curato da Roberto Cutaia e Matteo Albergante, dal titolo Il cuore parla al cuore. Trenta voci per il cardinale Renato Corti, e pubblicato dalle Edizioni Rosminiane Sodalitas di Stresa nel 2021.
Morì a Cassano Magnago il 23 novembre 2020 all'età di 87 per COVID-19. Le esequie si tennero il 26 novembre alle ore 11 nel duomo di Milano e furono presiedute da monsignor Mario Delpini, arcivescovo metropolita di Milano. È sepolto nella cappella maggiore del cimitero di Cassano Magnago.
La città di Milano gli ha dedicato un murales commemorativo nel quartiere Ortica dove il prelato visse.

## Genealogia episcopale
La genealogia episcopale è:
- Cardinale Scipione Rebiba
- Cardinale Giulio Antonio Santori
- Cardinale Girolamo Bernerio, O.P.
- Arcivescovo Galeazzo Sanvitale
- Cardinale Ludovico Ludovisi
- Cardinale Luigi Caetani
- Cardinale Ulderico Carpegna
- Cardinale Paluzzo Paluzzi Altieri degli Albertoni
- Papa Benedetto XIII
- Papa Benedetto XIV
- Papa Clemente XIII
- Cardinale Enrico Benedetto Stuart
- Papa Leone XII
- Cardinale Chiarissimo Falconieri Mellini
- Cardinale Camillo Di Pietro
- Cardinale Mieczysław Halka Ledóchowski
- Cardinale Jan Maurycy Paweł Puzyna de Kosielsko
- Arcivescovo Józef Bilczewski
- Arcivescovo Bolesław Twardowski
- Arcivescovo Eugeniusz Baziak
- Papa Giovanni Paolo II
- Cardinale Carlo Maria Martini, S.I.
- Vescovo Marco Virgilio Ferrari